# Közönséges nagy vámpírdenevér
A Közönséges nagy vámpírdenevér (latinul: Vampyrum spectrum) az emlősök (Mammalia) osztályának denevérek (Chiroptera) rendjébe, ezen belül a kis denevérek (Microchiroptera) alrendjébe és a hártyásorrú denevérek (Phyllostomidae) családjába tartozó faj.
Nemének az egyetlen faja.

## Előfordulása
A Vampyrum spectrum előfordulási területe Közép- és Dél-Amerika. A következő országokban található meg: Belize, Bolívia, Brazília, Costa Rica, Ecuador, Francia Guyana, Guatemala, Guyana, Honduras, Kolumbia, Mexikó, Nicaragua, Peru, Suriname, Trinidad és Tobago és Venezuela.
Eléggé ritka denevérfaj.

## Megjelenése

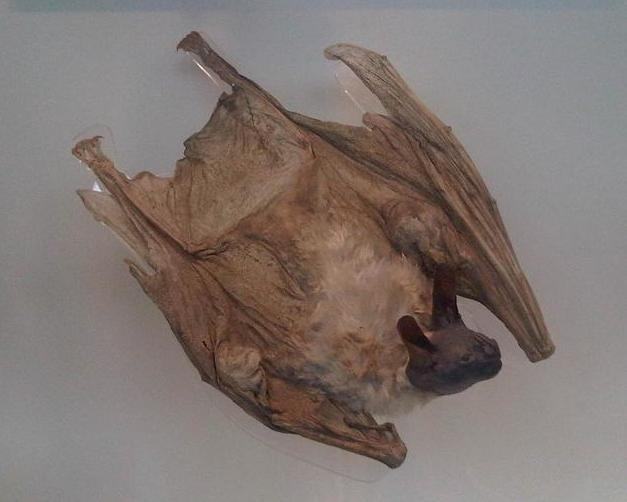
Kitömött példány a londoni Természettudományi Múzeumban

Az újvilági denevérek között ez a legnagyobb testű. A kifejlett példány testtömege 145–190 gramm között van. Szárnyfesztávolsága 76,2–91,4 centiméter hosszú; egyes példányoké meghaladja az 1 métert is. Fej-testhossza 12,5–13,5 centiméter hosszú. Farka nincs. A hím nagyobb a nősténynél. Fülei nagyok és kerekítettek, 3,9–4,2 centiméter hosszúak. A nagy hártyás orra általában 1,7 centiméteres. Rövid és puha szőrzete vöröses-barna, hasi része világosabb. Mindkét állcsontján 4-4 metszőfoga van.

## Életmódja
Egy pihenőhelyen akár 5 példány is lehet. Szürkületkor indul vadászni és általában a földhöz közel repül. Nagy mérete miatt madarakat, rágcsálókat és akár egyéb denevéreket is képes zsákmányolni. A felnőttekre legfeljebb a nagy ragadozómadarak jelenthetnek veszélyt, azonban a kölyköket a nagyobb kígyók, ormányos medvék és macskafélék zsákmányolják.
A fogságban tartott állat, legfeljebb 5,5 évet él.

## Szaporodása
A felnőtt állatok meglehet, hogy életre szóló párt alkotnak. A szaporodási időszaka nem ismert, azonban a megfigyelt legtöbb denevér május és július között ellette a kölykét. Évente csak 1 kölyök születik. Mindkét szülő gondozza és táplálja.

## Képek

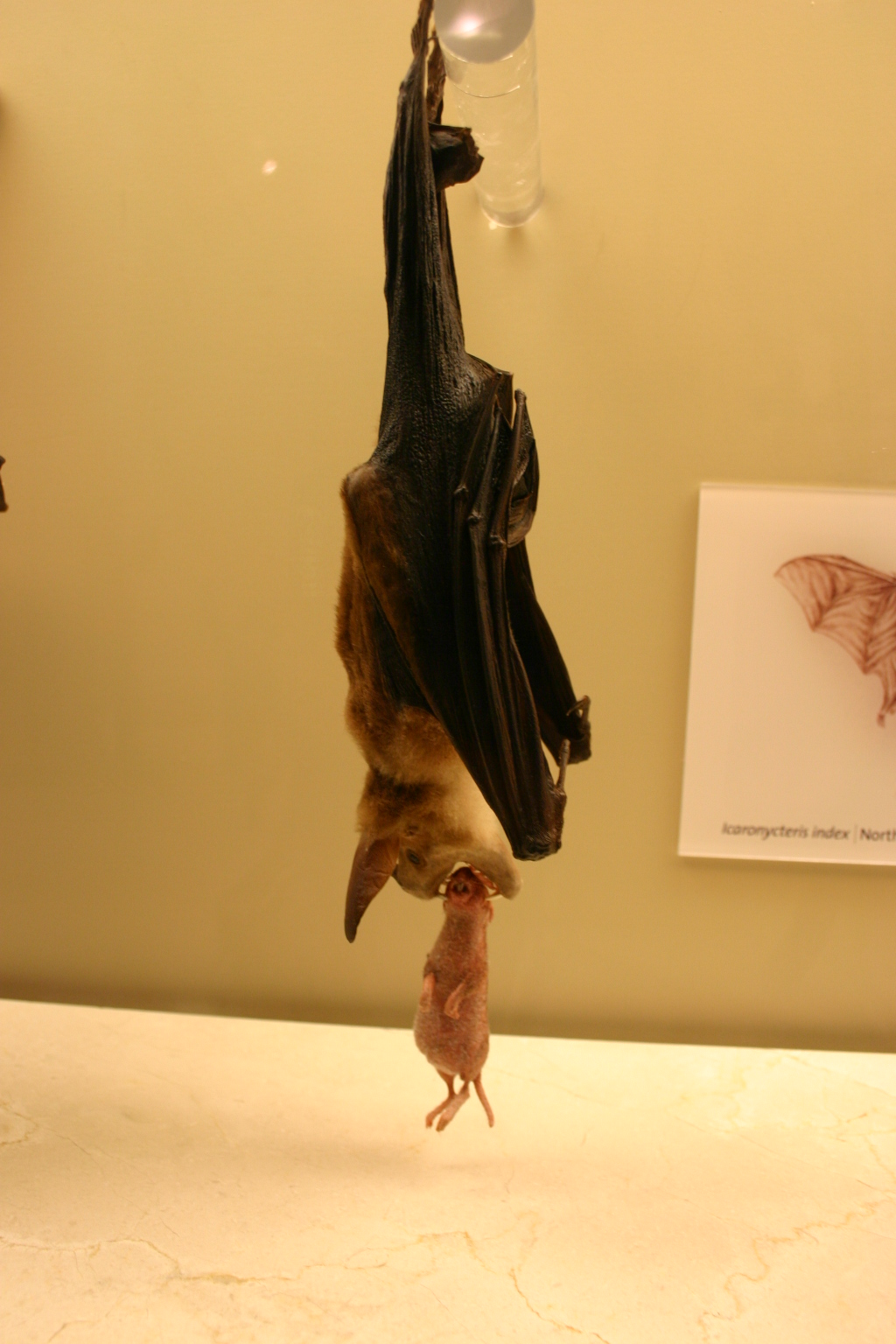
Rágcsálóval táplálkozó példány (mindkét állat ki van tömve)
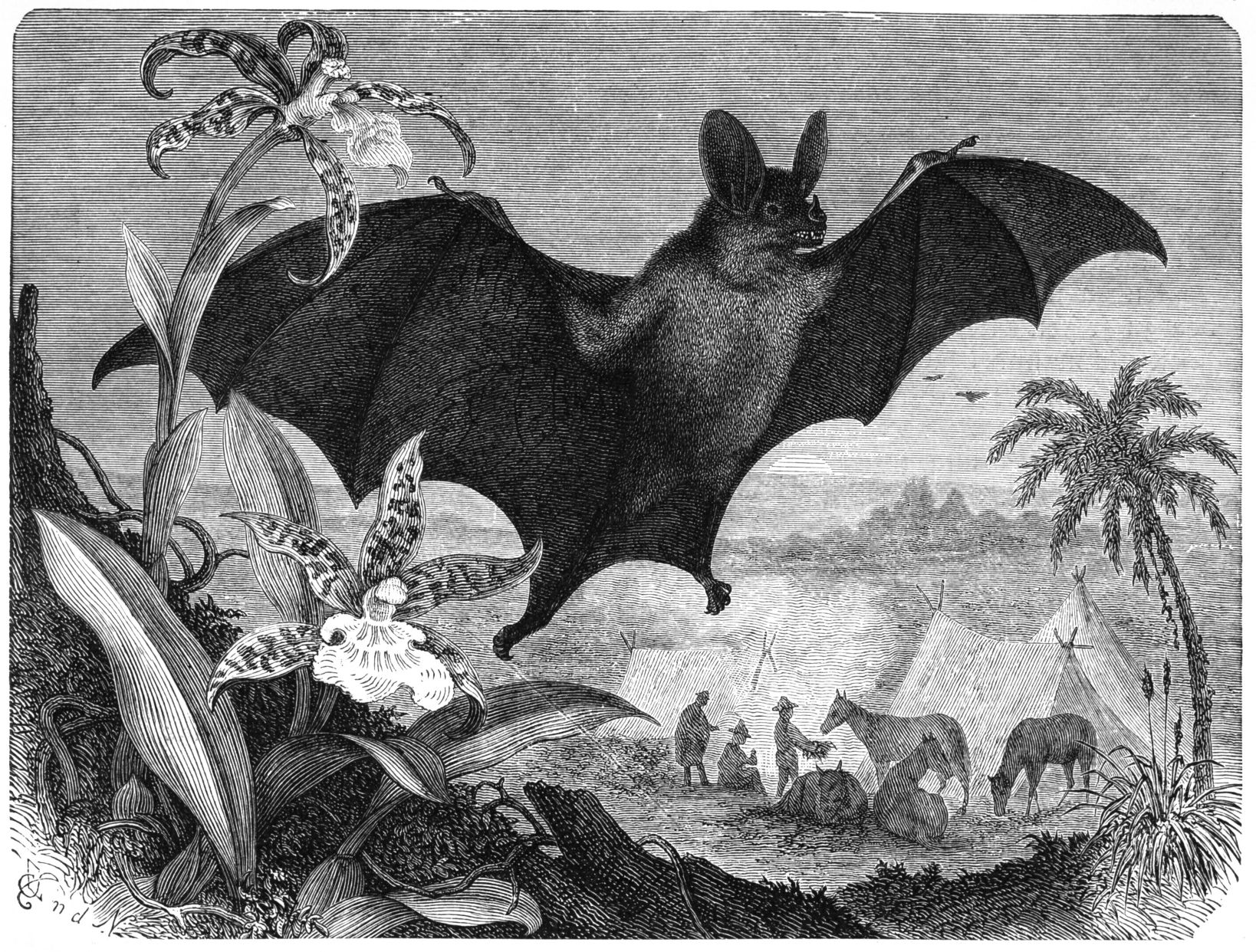
Régi rajzok
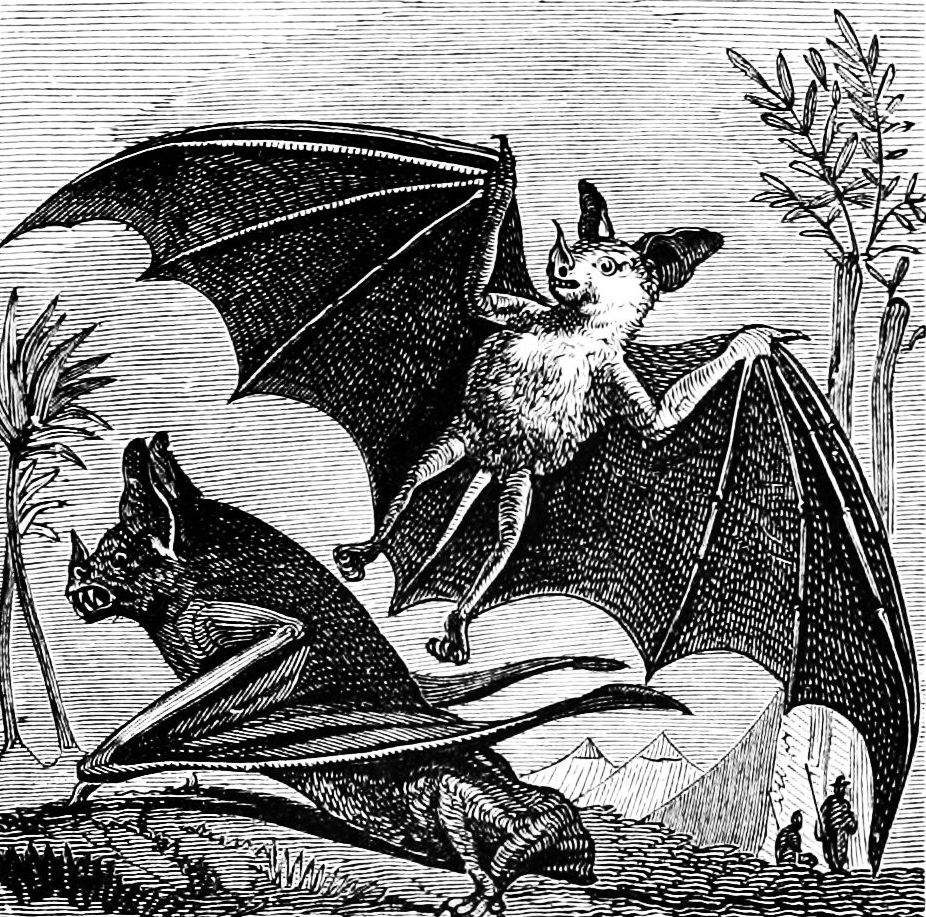
az állatról